# Засавска
Засавский регион (словен. Zasavska regija) — статистический регион, расположенный в центральной Словении, главным образом к северу от реки Савы. Общая площадь региона составляет 264 км². Население — 44 483 человек (2010).

## Административное деление
В статистический регион входят 3 общины:
| № | ISO 3166-2 code | Община (русск.) | Община (словен.)       | Население, чел. (2010) | Площадь, км² |
| - | --------------- | --------------- | ---------------------- | ---------------------- | ------------ |
| 1 | SI-034          | Храстник        | Občina Hrastnik        | 10 031                 | 59           |
| 2 | SI-129          | Трбовле         | Občina Trbovlje        | 17 376                 | 58           |
| 3 | SI-142          | Загорье-об-Сави | Občina Zagorje ob Savi | 17 076                 | 147          |
|   |                 | Всего           |                        | 44 483                 | 264          |

## Экономика
Структура занятости: 45,2 % сфера услуг, 52 % промышленность, 2,8 % сельское хозяйство.

### Туризм
Засавский регион привлекает совсем небольшое число туристов в Словении, всего 0,2 % от общего числа.

### Транспорт
Длина автомобильных дорог: 1 км.
Протяжённость других дорог: 367 км.